# Kasteel van Kruiningen
Het kasteel van Kruiningen stond in het Nederlandse dorp Kruiningen, provincie Zeeland. Van het kasteel zijn geen zichtbare restanten bewaard gebleven.

## Geschiedenis
De heerlijkheid Kruiningen behoorde in de 12e eeuw aan het geslacht Van de Maalstede. In een document uit 1198 staat Wouter van Kruiningen vermeld, zoon van Wolfert van de Maalstede: kennelijk had Wouter zich genoemd naar zijn heerlijkheid.
Wouter schonk in 1214 een deel van zijn land aan de abdij Ter Doest en kreeg in ruil de toezegging dat hij en zijn echtgenote in de abdij begraven werden. Na zijn overlijden liet hij Kruiningen na aan zijn zoon Wolfert, die eveneens gronden schonk en verkocht aan de abdij. Wolfert overleed vóór 1233 en liet Kruiningen na aan zijn zoon of broer Govert. Net als zijn voorgangers gaf ook Govert stukken land aan de abdij Ter Doest.

### Tussen Holland en Vlaanderen
De familie Van Kruiningen zal het kasteel in de 13e eeuw hebben gebouwd. In 1304 gaf de Hollandse graaf Willem III een erfelijke rente aan Jan van Kruiningen ten behoeve van het onderhoud van het kasteel. Waarschijnlijk was het kasteel in de voorgaande jaren namelijk beschadigd geraakt in de strijd tussen Willems voorganger graaf Jan II en de Vlaamse graaf Gwijde. Voor Willem was het kasteel van Kruiningen kennelijk van zo'n groot strategisch belang dat hij besloot om het herstelwerk en onderhoud mede te financieren.
Jan van Kruiningen droeg op 1 april 1323 het kasteel op aan Willem III, om het van hem in leen weer terug te ontvangen. Het kasteel zou voortaan een open huis zijn voor de graaf.

### Schade
In 1400 was de toren van het kasteel omgevallen, met veel schade tot gevolg. Graaf Albrecht beleende Adriaan van Kruiningen daarom met extra land in de Hinkelenpolder en met cijns in de Onze Vrouwepolder. Adriaan kon met de nieuwe inkomsten het kasteel herstellen.

### Maximiliaan
De laatste ambachtsheer uit het geslacht Van Kruiningen was Maximiliaan (1555-1612). Hij was in dienst van de Spaanse koning en streed op 11 oktober 1573 aan Spaanse zijde mee in de slag op de Zuiderzee. Hierbij werd hij gevangen genomen door de watergeuzen. Uiteindelijk koos hij toch de zijde van Willem van Oranje.
Omdat Maximiliaan probeerde zijn prestige te vergroten door belangrijke functies en titels te vergaren, geraakte hij in grote financiële problemen. In 1612 overleed hij in Heenvliet in zijn ambachtshuis; zijn vijf dochters erfden zijn schulden.
Dochter Louise zou uiteindelijk de heerlijkheid en het kasteel Kruiningen erven. Zij trouwde in 1630 met Philippe de Recourt, maar omdat beiden katholiek waren gebleven en voor de Spaanse koning hadden gekozen, werden hun bezittingen in Zuid-Beveland verbeurd verklaard.

### Einde van het kasteel
De Staten van Zeeland verkochten na de Vrede van Münster in 1648 de heerlijkheid en het kasteel aan Gerard van der Nisse. De opbrengsten van deze verkoop werden aangewend om het kasteel te herstellen. Gerards dochter Cornelia van der Nisse erfde het kasteel en de heerlijkheid in 1669. Zij trouwde met Anthonie de Huijbert die na de dood van zijn vrouw in 1677 de Kruiningse bezittingen erfde.

Na het overlijden van Anthonie in 1702 kreeg zoon Pieter Anthonie de heerlijkheid in eigendom. Het kasteel werd nauwelijks meer bewoond en raakte door gebrek aan onderhoud steeds meer in verval. Uiteindelijk liet Pieter Anthonie het kasteel in de jaren 1720-1721 afbreken.

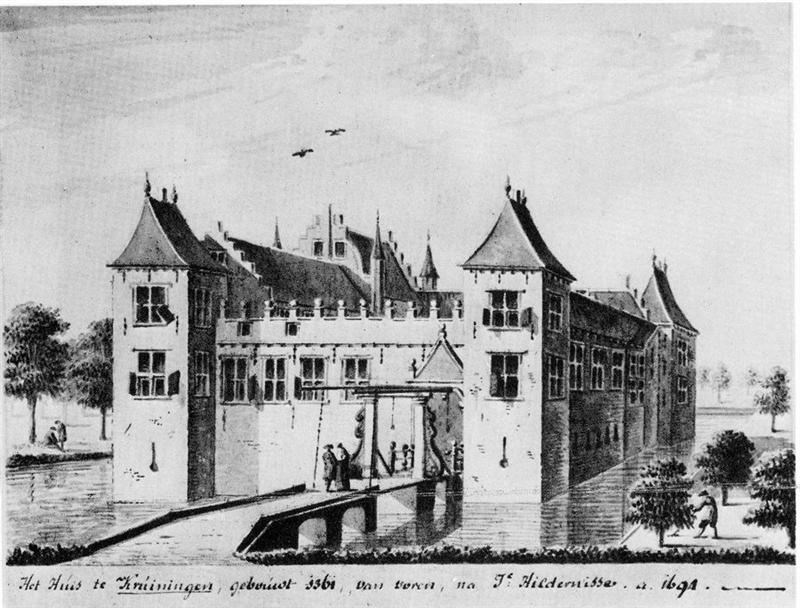
Het kasteel in 1691, getekend door Isaac Hildernisse

## Beschrijving
De oudste vorm van het kasteel zal een motte met een stenen huis zijn geweest. Naast de motte lag de neerhof. Het kasteel stond achter de dorpskerk van Kruiningen. In de 14e eeuw was het gehele dorp omgracht en ook het kasteel lag binnen deze dorpsgracht.
Uit 17e- en 18e-eeuwse afbeeldingen blijkt dat het kasteel in die tijd een vierkant grondplan had met een afmeting van circa 44 bij 44 meter. Op de hoeken stonden vierkante torens en enkele muren waren voorzien van kantelen en weergangen. Het hoofdgebouw stak hoog uit boven de rest en had een zadeldak tussen topgevels. Een brug over de slotgracht leidde naar de kleine toegangspoort aan de voorzijde. Binnen in het kasteel was een binnenplaats.
In 1501 zou het kasteel ook over een gevangenis beschikken.
In 1982 zijn waarschijnlijk resten van de fundering aangetroffen tijdens de bouw van een bejaardenhuis. Het kasteelterrein is tegenwoordig vrijwel geheel overdekt door een parkje.
Aldegonde · Kasteel van Axel · Baarland · Baarsdorp · Barbestein · Biervliet · Bieweg · Blodenburg · Huis der Boede · Brijdorpe · Bruëlis · 't Burchtje · Burggravensteen · Buttinge · Coxijde · Crayenstein · Duinbeek · Duivelsberg · Ellewoutsdijk · Filippenburg · Geersdijk · Gistellis · Gravenhof · Slot Haamstede · Kasteel Hellenburg · Herkestein · Heuvelsweg · Hoge Huis · Ter Hooge · Hoogkamer · Kats · Kind van Trente · Kleverskerke · Kortgene · Kreke · Kruiningen · Laterdale · Lodijke · Maalstede (Hulst) · Maalstede (Kapelle) · Magdalon · Hof Ter Moere · Moermond · Te Mortiere · Muiden · Hof ter Nisse (Nisse) · Hof ter Nisse (Ossenisse) · Oostende · Oostende (Goes) · Oosterstein · Poelvoorde · Poortvliet · Popkensburg · De Pottere · Poucques · Pronkenburg · Ravenstein · Saeftingher Slot · Kasteel van Sint-Maartensdijk · Schengen · Sluis · Smallegange · Stavenisse · Tolhuis van Iersekeroord · Huus ter Tolne · Torenberg · Torenhoeve · Toren van Bourgondië · Troye · Valkenisse · Vinninghen · Vlissingen · Voorhoute · Waarde · Watervliet · Weldamme · Welland · Huis te Werf · Te Werve · Westenschouwen · Westhove · Westkerke · Windenburg · Zandenburg · Zwanenburg